# 西川新次
西川 新次（にしかわ しんじ、1920年（大正9年）12月11日 - 1999年（平成11年）9月18日）は、日本彫刻史学者。慶應義塾大学名誉教授。

## 経歴・人物
1920年12月、福井県武生市（現：越前市）蓬莱の商家に生まれる。慶應義塾大学に進学した。
日本彫刻史の研究を志すきっかけは、和辻哲郎の著『古寺巡礼』の名文に刺激されて日本美術の仏像彫刻に興味を覚えた。慶應の文学部在学時に、生涯の師となる丸尾彰三郎の門を敲く。
1943年9月、同大学文学部哲学科（芸術学専攻）を卒業し、東京帝室博物館に採用となり、列品課勤務（技術雇員）。
1947年5月、国立博物館陳列課勤務（文部技官）。1950年9月文化財保護委員会保存部美術工芸課に配置換。
1958年1月から外務事務官(外務省文化情報局勤務)を兼務し、同年3月から9月までヨーロッパ巡回日本古美術展開催のためパリ・ロンドン・へーグ・ローマに出張となる。兼務は同年11月まで。
1962年8月文化庁文化財保護部美術工芸課修理主査に就任。1967年4月より東京国立博物館学芸部資料課の課長に昇進。1969年12月 - 1971年3月の期間には文化庁文化財保護部美術工芸課長を務めた。
その後、以上の経歴で培った知識を元に母校：慶應義塾大学に赴き、1971年4月より同大学の文学部の教授に就任した（後、大学院の教授も）。1986年3月に定年退職し、同年4月名誉教授となる。この15年間で西川に師事した学徒のなかから、紺野敏文、金子信久、山岸公基、佐々木秀憲など多数を輩出する。また、非常勤講師として、学習院大学文学部、中央大学文学部、東京芸術大学大学院美術研究科、静岡大学教育学部、早稲田大学大学院文学研究科、東京大学文学部、成城大学大学院文学研究科、仁愛女子短期大学においても講座を持った。
1984年7月 - 1991年3月に山梨県立美術館館長。他、佐野美術館館長、醍醐寺霊宝館館長などを歴任。その他、学術審議会専門委員、文化財保護審議委員会専門委員(第一専門調査会絵商彫刻部会長、第二専門調査会建造物部会を兼ねる)、東京国立博物館客員研究員、美術史学会常任委員、仏教芸術学会委員、密教図像学会委員、千葉県・静岡県・岩手県・新潟県・東京都・山梨県の各文化財保護審議会委員、柏市文化財保護委員会委員長、新潟県三条市史および山梨県史の編纂委員会委員、福井県史編纂文化財部会参与、中日共同敦煌莫高窟修復委員会委員、東大寺南大門修復委員会委員長、臼杵磨崖仏修理委員会委員、福井県立博物館建設委員会委員、福井県立美術館 運営協議会委員、出光美術館評議委員、三井文庫評議委員、佐野美術館常任理事などを勤める。
1988年から1993年に、東大寺南大門の金剛力士像の大修理において、保存修理委員会委員長を務め、指導を行った。
1999年9月18日、脳腫瘍のため入院先の千葉県柏市内の病院で死去した。78歳。
なお、没後その所有する貴重で莫大な蔵書・抜刷・調書・写真資料文献などは、生前に霊宝館長を勤めた醍醐寺に西川文庫を創設し収められている。

## 著書
- 『法隆寺五重塔の塑像』二玄社、1966年7月、全国書誌番号:66007592
- 雑誌『日本の美術 No.40 鎌倉彫刻』1969年8月号、至文堂、ASIN B00G45Y9NY
- 『平等院大観 第2巻 彫刻』岩波書店、1987年10月、ISBN 978-4-00-008037-8
- 『日本彫刻史論集』中央公論美術出版、1991年4月、ISBN 978-4-8055-0194-8

### 共編著・監修
- 『観世音寺重要文化財仏像修理報告』倉田文作 西川杏太郎 田辺三郎助共著、出版社：筑紫観世音寺重要文化財保存会、1960年3月
- 『原色日本の美術 6 阿弥陀堂と藤原彫刻』工藤圭章共著、小学館、1969年、全国書誌番号:75045800
  - 改訂第2版、小学館、1990年、ISBN 978-4-09-663106-5
- 『日本の美術 11 平等院と藤原彫刻』工藤圭章共著、小学館、ブック・オブ・ブックス、1972年9月、全国書誌番号:75040608
- 『奈良の寺 20 鑑真像と木彫群–唐招提寺』撮影:米田太三郎、岩波書店、1974年4月、全国書誌番号:75049017
  - 復刊、岩波書店、1994年4月、ISBN 978-4-00-008320-1
- 『大和古寺大観 第4巻 新薬師寺・白毫寺・円成寺』編 岡本茂男 米田太三郎撮影、岩波書店、1977年2月、	全国書誌番号:77025630
  - 改訂版、岩波書店、1984年12月、ISBN 978-4-00-008234-1
- 『文化財講座日本の美術 5 彫刻(飛鳥・奈良)』岡田譲ほか、第一法規出版、1978年9月、全国書誌番号:78029909
- 『越前國府周辺の平安仏像』杉浦茂共著、越前文化の会、1979年、全国書誌番号:21200795
- 『唐招提寺 特装版 岩波奈良の寺』工藤圭章 田辺三郎助共著、渡辺義雄 薗部澄 米田太三郎撮影、岩波書店、1979年12月、
- 『大和の古寺 4 新薬師寺・白毫寺・円成寺・大安寺』岡本茂男ほか撮影、岩波書店、1982年2月、ISBN 978-4-00-008264-8
  - 改訂版、岩波書店、2009年4月、ISBN 978-4-00-008394-2
- 『日本の美術館 5 甲信越/北陸』嶋崎丞共責任編集、ぎょうせい、1986年11月、ISBN 978-4-324-00521-7
- 『根来寺の歴史と美術 興教大師覚鑁と大伝法堂丈六三尊像』監修 根来寺文化研究所編 東京美術 1997年
- 『醍醐寺大観』全3巻 山根有三共監修 有賀祥隆、鈴木嘉吉、辻惟雄、水野敬三郎共編集委員 岩波書店 2002年

## 論文
- 西川新次 - CiNii論文一覧。
- 『菩薩像--小金銅像をめぐつて』掲載誌：Museum、東京国立博物館 編、1951年6月 (通号 3)